# Erythranthe minor
Erythranthe minor är en gyckelblomsväxtart som först beskrevs av Aven Nelson, och fick sitt nu gällande namn av Guy L. Nesom. Erythranthe minor ingår i släktet Erythranthe och familjen gyckelblomsväxter. Inga underarter finns listade i Catalogue of Life.